# Carisport
Il Carisport è un palazzetto dello sport situato a Cesena.

## Storia
Fu inaugurato nel 1985 e contestualmente battezzato "Carisport" per indicare il nome della banca (la Cassa di Risparmio di Cesena) che ne aveva ideato e curato la realizzazione, assieme all'Amministrazione Comunale.
Da allora la storia del Carisport si è strettamente intrecciata con le vicissitudini dello sport cesenate, e in particolare delle discipline della pallavolo e del basket.
Oltre che come luogo di avvenimenti sportivi, il palazzetto si è connotato sempre più, negli ultimi anni, come teatro cittadino, nel quale si sono svolti spettacoli e rappresentazioni che hanno spaziato dalla musica alla prosa, dalle opere liriche in forma di concerto alle feste di grandi attori e cantanti, ad esempio uno dei concerti più famosi fatto proprio nel palazzetto è quello dei Litfiba del 22 gennaio 1991 durante la tournée di “El diablo”, dove appunto la registreranno anche in un DVD intitolato El diablo Tour.